# اریک کینارد
اریک کینارد (انگلیسی: Erik Kynard؛ زادهٔ ۳ فوریهٔ ۱۹۹۱) ورزشکار دو و میدانی اهل ایالات متحده آمریکا است.
وی در مسابقات کشوری و بین‌المللی در مجموع برندهٔ ۱ مدال طلا، ۱ مدال برنز شده‌است.